# サン・ジャーコモ・ヴェルチェッレーゼ
アルサン・ジャーコモ・ヴェルチェッレーゼ（伊: San Giacomo Vercellese）は、イタリア共和国ピエモンテ州ヴェルチェッリ県にある、人口約300人の基礎自治体（コムーネ）。

## 地理

### 位置・広がり
| 隣接するコムーネは以下の通り。 - アルボーリオ - バロッコ - ブロンツォ - ロヴァゼンダ - ヴィッラルボイト |